# 紐奴·華倫迪
紐奴·華倫迪OIH（Nuno Valente，'nunu vɐ'lẽt(ɨ)，1974年9月12日—），全名努諾·若熱·佩雷拉·達席爾瓦·瓦倫特（Nuno Jorge Pereira da Silva Valente），是一名葡萄牙足球運動員，擔任左後衛。

## 生平

### 球會
紐奴·華倫迪出身葡萄牙老牌球會士砵亭的青訓系統，效力期間被外借到樸迪莫倫斯及馬里迪莫汲取出陣經驗，亦曾贏得1995年的葡萄牙盃冠軍。
1999年獲得由摩連奴任教的利亞拿賞識羅致，效力三年。摩連奴在2002年轉投波圖後亦帶同紐奴·華倫迪一同過檔，隨即取得聯賽冠軍，更在決賽以3-2擊敗些路迪贏得歐洲足協盃冠軍。翌年更贏得聯賽及歐聯雙料冠軍，季尾續約到2007年。
當摩連奴於2004年離隊加盟車路士後，紐奴·華倫迪卻接連受到傷患困擾，整個2004/05年球季只曾上陣8場，雖然趕及在歐聯16強出戰國際米蘭，但波圖兩回合累計2-4不敵被淘汰。
獲摩連奴推薦，紐奴·華倫迪於2005年8月28日以220萬歐元（150萬英鎊）轉投英超球會愛華頓，簽約兩年。惟受膝傷困擾只能斷斷續續上陣，首兩季在聯賽分別上陣20場及15場，仍於2007年2月15日獲愛華頓行使合約條款延長一年到2008年。2007/08年球季紐奴·華倫迪在聯賽只上陣9次，最後三個月更只上陣1次，後補出場1分鐘，但他仍獲愛華頓續約一年。2008/09年球季隨著有出色的演出，加上亦可串演左閘，紐奴·華倫迪只在季初獲得1次正選及1次後補上陣的機會，於2009年6月12日被愛華頓棄用，而他亦宣佈正式退役。

### 國家隊
紐奴·華倫迪自2002年世界盃後已成為葡萄牙大國腳，更是2004年在本土舉行的歐國盃亞軍隊的主力隊員。2005年紐奴·華倫迪雖然受傷患困擾，但剛好趕及復原出戰2006年世界盃，是國家隊取得殿軍的重要棋子。
紐奴·華倫迪在僅參賽一場2008年歐國盃外圍賽後，於2008年9月22日宣佈退出國家隊。

## 榮譽
- 歐洲冠軍聯賽冠軍：2003/04年；
- 歐洲足協盃冠軍：2002/03年；
- 洲際盃：2004年；
- 葡超：2002/03年、2003/04年；
- 葡萄牙盃：2002/03年；
- 葡萄牙超級盃：2002年、2003年；

## 外部連結
- Zerozero.pt 足球數據及檔案 （页面存档备份，存于）
- 足球数据库：紐奴·華倫迪的球员统计数据